# Édouard Daladier
Édouard Daladier (18. juni 1884 – 10. oktober 1970) var Frankrigs premierminister i 1933, 1934 og 1938-40.
Sammen med Adolf Hitler, Neville Chamberlain og Benito Mussolini underskrev han Münchenaftalen.